# Шест кокошки съм заклала
„Шест кокошки съм заклала“ е хумористична народна песен, част от репертоара на оркестър „Канарите“. Първата певица, записала песента е Атанаска Тодорова с оркестъра на Рамадан Лолов. Музиката ѝ има ромски произход.
През 2005 г. песента е звучала на Берлинския филмов фестивал, в рамките на проекта „Поколение: Изгубени и намерени“, в който участват с филмови новели български, румънски, унгарски и босненски режисьори.
През март 2007 г. песента „Шест кокошки съм заклала“ добива особена известност след изпълнението ѝ от 24-годишния Йордан Арнаудов от Димитровград на пловдивския кастинг за предаването Music Idol по bTV. Впоследствие клипът на изпълнението се разпространява в българското интернет пространство, основно чрез сайта за видео-обмен Vbox7.